# 高機動戦闘メカ ヴォルガードII
『高機動戦闘メカ ヴォルガードII』（こうきどうせんとうメカ ヴォルガードツー）は、1985年12月7日にデービーソフトより発売されたファミリーコンピュータ用の横スクロールシューティングゲーム。
2008年4月8日にWiiのバーチャルコンソールでダウンロード配信開始。権利はネットファーム・コミュニケーションズが継承している。

## 概要
FM-7対応ソフトとしてリリースされ、後にPC-8800シリーズ等各社のパソコン用に移植されたゲーム『VOLGUARD（ヴォルガード）』（1984年）の続編として位置づけられている。世界観に直接的な繋がりはないが、プレイヤー機が変形合体ロボットであり、エネルギー残量が直接プレイに影響するなど、基本システムを継承している。
プレイヤーは変形合体ロボット「ヴォルガードII」を駆り、巨大コンピュータ「ズイガム・ボルド」を破壊するのが目的。全25エリアで、以降は無限ループである。25エリア終了後はエリア1からのスタートではなく、エリア12からのスタートである。独特のパワーアップシステムを採用しており、単純に敵機を撃墜するだけではなく、エネルギー残量や低ダメージ状態を維持できるような戦略が要求される。タイトル画面で難易度をLEVEL1から4まで選択可能。
本作品の楽曲は、公式に歌詞がついた世界初のゲーム音楽とされる。より正確には、曲に先行してまず歌詞が存在した。サウンド担当の斉藤康仁は当時、「レーザー」のように題材となる語が持つ音程を活かす手法で曲を作っていた。当初の歌詞は斉藤が頭の中で歌っていただけだったが、攻略本への譜面収録に際してそのままの形で掲載された。

## ゲーム内容

### システム
当ゲームは残機制ではなくライフ制を採用、画面右端最上部にダメージ量を表す2ケタの数字が表示されており、ダメージ数値が99を超えると自機は爆発しゲームオーバーとなる。ダメージは地上や空中のレーダーを各エリア指定の数だけ破壊すると現れるエネルギー輸送船とのドッキングや、アイテム「エキストラ」の獲得により回復させることができる。敵機体のとの接触（体当たり）や敵弾ではダメージは少ないが、各エリアのボスである「ズイガム・ボルド」は、瞬く間にダメージ数値が上昇するほどの苛烈な攻撃を仕掛けてくる他、触れただけで即死クラスのダメージを与えてくる敵キャラクターも存在する。
2号機は特定エリアにおいて友軍機に護衛されている状態で登場、登場前に必ず「ダパー」1機のみ予告キャラとして出現する。2号機は1号機に接触するとそのまま追尾して随伴し、ロボット形態への変形が可能となる。またロボット形態時にはダメージを徐々に回復出来る。2号機の耐久力は低く、特に敵機との接触に対して脆弱である。ロボット形態を取ることで2号機のダメージの初期化が可能。
前作の特徴であったショットのエネルギー制限制は引き続き受け継がれているが、エネルギーは残量0からスタートし、以降は自動的に供給されていた前作と異なり、ある程度残量がある状態（パワーゲージ40）でスタートし、それ以降エネルギーの補給はプレイヤー自身で行われなければならない。そのエネルギーはショットを撃つたびに消費されるが、ロボット形態時におけるパンチ攻撃によるエネルギー消費は無い。しかし、ショット、体当たりを問わず撃破することでエネルギーの補給が行われる他、エネルギー補給艦にドッキング、または「エキストラ」を入手することで補給されるなど、エネルギーの補給機会は多く設定されている。エネルギー残量は画面上部にあるスコアの下にパワーゲージによって表記され、エネルギー残量が39以下でオプションを喪失し、25以下では変形が不可能に、19以下になるとBGMがスローテンポなものに変わり、対地弾以外の攻撃手段を喪失してしまう。そのため常にエネルギー残量を意識しながら、効率よく敵機を撃破していくことが重要となる。

### パワーゲージ
画面上部、スコアの下にゲージが表示され、オプションが獲得できる60以上は10毎に朱色と灰色で区切られている。

### ダメージメーター
画面右上に表示され、数値と色によってダメージを知らせてくれる。
0〜49（青）→50〜89（黄）→90〜99（赤）

### オプション
地上と空中のレーダーをいくつか撃破することによって、味方の補給艦が出現する。補給艦の後部に→が表示されている間に接触することによって補給が行える。エネルギー残量によって以下の4種類のオプションが入手できる。全4種の内、バリア以外は併用不可。その代わりレーザーを装備した後、連射か八方向ミサイルを入手すると、それぞれハイパー連射、ハイパー八方向ミサイルとなり、弾に貫通力を持たせつつエネルギー消費を抑えた強力な武装を使用することが可能となる。
「ズイガム・ボルド」や「中型要塞」は、バリア以外のオプションによって耐久力が変化する。
オプションを入手すると、それに合わせた専用BGMに変わり、こちらは公式に歌詞が設定されている。
連射
ボタンを押しっぱなしで通常ショットを連射。パワーゲージ60 - 69で入手可能。
BGMの歌詞は、「連射 連射 強い連射 連射 連射 すごいぞ連射 もう これで 安心だ すごい 連射」
八方向ミサイル
8方向同時にショットが撃てる。パワーゲージ70 - 79で入手可能。
BGMの歌詞は、「八方向 八方向 2号機付いたら 六方向」
レーザー
ボタンを押しっぱなしで貫通力のあるショットを連射。高威力だがエネルギー消費量が大きい。パワーゲージ80 - 89で入手可能。
BGMの歌詞は、「レーザー 強いぞ レーザー」
バリア
機体の回りをエネルギー塊が高速で旋回し敵機を破壊する。バリア自体の攻撃でエネルギーは消費しない。ズイガム・ボルド戦の際は画面外へ離脱し、撃破後に再装備される。機体を円を描くように操作することで、機体の周辺を旋回しているバリアをある程度の距離まで振り回すことが出来る（攻略本には「ヌンチャクバリア」の名称で紹介されている）。パワーゲージ90以上で入手可能。
BGMの歌詞は、「バリア Ah〜」

### アイテム
エキストラ
透明カプセル状のアイテムで、特定の敵を倒すか特定の場所に行くかすると出現する。スコアが奇数の時に接触するとエネルギーが10パワーゲージに補給され、同時にスコア下2ケタ分のダメージが回復。偶数の時はダメージが10回復し、同時にスコア下2ケタ分のエネルギーがパワーゲージに補給される。
FCコントローラー
ファミコンのコントローラに酷似したアイテムで、予告無しに出現する。接触することも撃破することも出来ない。コントローラの十字キーに当たる部分とボタンに当たる部分のどこか2箇所が青く光っていて、これが指し示す通りにコントローラを操作するとその場にいる敵が全滅する。取扱説明書には記載されていない隠れキャラクター。名称は製品発売前に発行されたチラシに記載されていた。
音痴ペンギン
エネルギー輸送船をやり過ごすと画面右端最上部より出現する謎のペンギン 。出現した状態のまま自機が触れると大ダメージを食うが、ショット一発で画面下部に落下、そのまま自機が触れることで消滅させることが出来る。当時の攻略本にある条件をクリアした場合に10,000,000点のボーナスが獲得できるとの記載があったがその獲得条件が複雑且つ曖昧な部分が多く実際にボーナスが獲得できるのか再現されず長らく真偽不明であった。しかし2020年10月、YouTubeチャンネル「4st（ヨンスタ）」が、自機が無敵になるウラ技を使った上でだが条件通りにプレイを行い、10,000,000点ボーナスが実在することを証明した。

### ハイスコア登録
ハイスコアでゲームオーバーになった場合のみ、ネーム登録画面が現れる。スコアネームは最大で8文字まで登録可能。ネーム登録の制限時間は60秒。本作のカートリッジはバッテリーバックアップ非搭載のため、電源を切ると登録したハイスコアは消滅する。
発売時にLEVEL4でハイスコアを出したプレーヤーに対し、獲得スコアに応じて戦士バッジ（300,000点突破）または革命勲章（1,000,000点突破）をプレゼントするキャンペーンが実施された。

## 設定

### ストーリー
太古の昔、ゼクト43星雲の惑星グラネス人によって文明を授けられた地球人類は、グラネス人が去った後、戦争に明け暮ていた。そして戦争の火の手が宇宙にまで及ぼしはじめた19XX年、地球人類を見守っていたグラネス人は巨大コンピュータ「ズイガム・ボルド」を世界各地に設置、地球人の管理を始めた。ズイガム・ボルドのコントロール波により、争いは無くなり平和な時代が訪れたが、時が経つにつれズイガム・ボルドの支配を受け付けない人々が生まれてきた。彼らはズイガム・ボルドによる地球支配を打倒すべく結束し、遠い祖先が開発した高機動戦闘メカを改造し、「ヴォルガードII」と名付け、出動させた。時に20XX年、今、地球革命の戦いが始まる。

### 登場キャラクター

#### 自機
ヴォルガードII
かつて古代の戦闘で使われた高機動戦闘メカを、20XX年代の地球人類が改造し誕生した変形合体ロボット。可変・合体構造を持っており1号機と2号機が合体する事で、戦闘機形態からロボット形態に変形する。自機である1号機が上半身、2号機が下半身となっている。
武器は1号機の下部に搭載され、ロボット形態時には肩部マウントされるキャノン砲から放たれる通常ショットと放物線を描く様に放たれる対地弾、ロボット形態時のパンチ攻撃、そして味方のエネルギー輸送船から供給される全4種のオプションである。
なお、前作にあたるパソコン用『ヴォルガード』では三機のメカによる変形合体であった。とはいえ実際には、当時のハードウェア性能やプログラム技術の関係でゲーム画面での変形・合体の表現はありアニメーションもしたものの比較的簡単なものになっており、その具体的な変形合体のメカニズムやプロセスは説明書にイラストで記載されていただけである。ただ、従来はSF寄りの設定が基本線であったシューティングゲームのメカ設定に、ロボットアニメを大いに意識した設定を持ち込んだという点では、本作シリーズはエポックメイキングなものであった。
パッケージでは、白と赤を基調とした機体色のシンプルな形状のロボット形態が描かれているのみであるが、ゲーム攻略本では岡本英郎によるロボットアニメの主人公機然としたデザイン（頭部デザインはバイファム、上半身の変形はVF-1 バルキリー、脚部の変形はΖガンダムを彷彿とさせるもの）となっており、合体前の戦闘機形態の設定画（1号機が上半身、2号機が下半身に変形合体する機構は、「機動戦士ガンダムΖΖ」のバウを彷彿させるものであり、機首およびキャノピー形状は、ΖΖガンダムのネオコアファイターを彷彿とさせるデザイン）も掲載されている。

#### 敵キャラクター
ズイガム・ボルド
各ステージのラストに登場する超巨大コンピューター。画面の上下一杯まで使ったキャラクターで、逆三角形。三層構造になっており、各層の継ぎ目が破壊可能。他の部分は攻撃しても効果は無い。破壊可能部分の上段に2個、下段に1個黒い球状の「核」が隠されており、これを破壊するとズイガム・ボルドは機能停止する。また、それぞれの「核」は「殻」に覆われており、この「殻」を全て破壊した後でないと「核」にダメージを与えることが出来ない。「核」からは絶えず猛烈な攻撃があり、撃破は容易では無い。
タルカス
破壊不能な（被弾しない）輸送機「ノーデス」に空輸されてくるロボット兵器。出現前に必ず「ピックル」が一機のみ単独で出現する。空中で分離着陸するが、自機が2号機を随伴した飛行形態だと避けるのが困難な間隔で大量に弾をばら撒いてくる。通常ショット、対地流弾、レーザー等の射撃は効果が無く、ロボット形態時のパンチ攻撃以外ではダメージを与えられない。一定のダメージを受けると、赤く変色し後方画面外へ高速で撤退してしまうため破壊する事は出来ないが得点は加算される。通常の敵とは異なり、2号機が随伴している状態では必ず着地して格闘する必要があり、ダメージを避けられない難敵である、撤退するまで弾幕を避け続ける方法もあるが被弾せずにやり過ごすのは難しい。しかしロボット形態に変形し画面端でしゃがみ続けていると、画面中央付近でジャンプを繰り返すのみで、一定時間後撤退する。2号機を随伴していない状態で遭遇すると、輸送機から分離着地した途端、一切何もせず高速で後方画面外へ走り去さる。なお、ダメージを与えた上で撃退した場合のみ「エキストラ」が出現する。
中型要塞
中ボスに相当する大型機で出現順に「ゾルデス」「ソルフィス」「テリアン」の三種類が出現するが何れも同じ攻撃パターンで、ジグザグに上下しながら3方向に弾を4発撃ってくる。装備しているオプション毎に耐久力が異なる。
ダパー
ブーメランのような外見の飛行物体。攻撃パターンは4種類存在する。「2号機」出現の予告キャラである。
パレス
プレーヤーと高さが同じになると上下に動き、攻撃が当てづらくなる。
ヌーボ
放物線を描きながら地上を跳ねている。
マウストン
ズイガム・ボルド出現前に必ず現れる。
セポフ
地上物（モアイ像に酷似）に擬態している。斜めに飛んで来る。
ピックル
外枠が欠損したハンドル、あるいはハンドスピナーのような形状の回転する飛行物体。自機に高さを合わせながら近づいてくる。「タルカス」出現の予告キャラである。
アダパー
回転する四角い飛行物体。低速で直進するだけだが、破壊不可能の上に接触すると即死クラスの大ダメージを受ける。自機のショットやバリアーの攻撃を受けると縦に最大で4段階伸び、伸びきったところで攻撃を受けると出現時の長さに戻り、スコアが1点加算される。「エキストラ」と同時に出現することが多く、前述の特性を利用することでエネルギー補給かダメージ回復かを選択することができる。
レーダー
各エリア内で特定数を撃破するとエネルギー輸送船が出現する。地上レーダーと空中レーダーの2種が登場する。
フォス
空中レーダー。パラボラアンテナに主翼をつけたような黄色い飛行物体。上下に蛇行しながら前進してくる。
グラス
地上レーダー。赤く点滅する地上物。

ダム
敵のエネルギータンク。ロボット時にパンチで破壊することによって、パワーを増やすことが出来る。

## 移植版
| No. | タイトル    | 発売日       | 対応機種 | 開発元         | 発売元         | メディア                              | 型式 | 備考 | 出典  |
| --- | ----------- | ------------ | -------- | -------------- | -------------- | ------------------------------------- | ---- | ---- | ----- |
| 1   | VOLGUARD II | 2008年4月8日 | Wii      | デービーソフト | ネットファーム | ダウンロード （バーチャルコンソール） | -    |      | [ 7 ] |

## 評価
| 項目 | キャラクタ | 音楽 | 操作性 | 熱中度 | お買得度 | オリジナリティ | 総合  |
| 得点 | 3.14       | 3.11 | 3.14   | 2.90   | 2.70     | 2.78           | 17.77 |

- ゲーム誌『ファミリーコンピュータMagazine』の読者投票による「ゲーム通信簿」での評価は別記の通り17.77点（満30点）となっている[1]。

- ゲーム誌『CONTINUE Vol.13』においてゲームライターの天野譲二は、「無駄弾を撃つとエネルギーが消耗し、爽快な撃ちまくりを堪能できないのが残念。とはいえダメージ制なので一発死はなく、ほぼエンドレスでプレイできるアバウトさも魅力。背景扱いながら、ボスが超巨大なのもマル」と評している[8]。

## 関連文献
- 高機動戦闘メカ ヴォルガードII テクニックブック（徳間コミュニケーションズ刊、ISBN 4-88658-002-5）